# 鯖江・丹生消防組合
鯖江・丹生消防組合（さばえにゅうしょうぼうくみあい）は、福井県鯖江市及び丹生郡越前町が組織する一部事務組合（消防組合）である。鯖江市に本部を置く。

## 概要
- 鯖江・丹生消防組合消防本部：〒916-0023 鯖江市西山町13-22
- 管内面積：237.56 km2
- 職員数：114名
- 消防署1か所、分所1か所、分遣所3か所。

### 主力機械
2019年4月1日現在
- 水槽付ポンプ自動車：1
- ポンプ自動車：6
- 梯子付消防ポンプ自動車：1
- 化学ポンプ自動車：2
- 救助工作車：1
- 高規格救急自動車：6
- 指揮車：2
- 広報車：4
- 防災広報車：1
- 査察車：5
- 資材車：2
- 防災指導車：1
- その他：3

## 沿革
- 1957年（昭和32年）
  - 1月 - 鯖江市消防本部設置（鯖江市矢形町市役所内）
  - 4月 - 鯖江市消防署設置（鯖江市本町3丁目）
- 1959年（昭和34年）10月 - 神明分遣所開設（鯖江市三六町）
- 1962年（昭和37年）1月 - 北中山分遣所開設（鯖江市戸口町）
- 1968年（昭和43年）7月 - 消防本部・署庁舎新築移転（鯖江市西山町）
- 1969年（昭和44年）11月 - 鯖江市・朝日町消防組合発足
- 1970年（昭和45年）10月 - 朝日分遣所開設
- 1971年（昭和46年）
  - 8月 - 神明分遣所廃止
  - 10月 - 織田町、越前町が組合に加入。鯖江・丹生消防組合と改称
- 1972年（昭和47年）11月 - 越前分遣所開設
- 1973年（昭和48年）5月 - 宮崎村が組合に加入
- 1974年（昭和49年）8月 - 織田分遣所開設
- 1983年（昭和58年）
  - 3月 - 北中山分遣所新築移転（鯖江市川島町）
  - 4月 - 消防訓練所を北中山分遣所に併設
- 1995年（平成7年）3月 - 消防本部・署庁舎新築落成（鯖江市西山町）
- 1998年（平成10年）2月 - 朝日分遣所新築移転
- 2000年（平成12年）10月 - 公式ホームページ開設
- 2003年（平成15年）1月 - 丹南CATV網による消防ネットワーク構築
- 2004年（平成16年）12月 - 越前分遣所新築移転
- 2008年（平成20年）9月 - 携帯電話発信位置情報通知システム整備
- 2009年（平成21年）7月 - 織田分遣所を丹生分署として新築落成
- 2012年（平成24年）9月 - 高機能消防指令センター運用開始（II型）
- 2015年（平成27年）3月 - 消防救急デジタル無線運用開始

## 組織
- 消防本部 - 総務課、予防課、警防課、情報管制課
- 消防署 - 庶務課、防火指導課、消防第一課、消防第二課

## 消防署
| 消防署           | 所在地            | 分所                              | 分遣所                                                                                               |
| ---------------- | ----------------- | --------------------------------- | --- |
| 鯖江・丹生消防署 | 鯖江市西山町13-22 | 丹生分署：丹生郡越前町下河原26-13 | 北中山分遣所：鯖江市川島町66-21-3 朝日分遣所：丹生郡越前町内郡14-14 越前分遣所：丹生郡越前町道口9-42 |